# Ignacy Łukasiewicz
Jan Józef Ignacy Łukasiewicz [wukaševič] (8. března 1822, Zaduszniki u Baranów Sandomierski – 7. ledna 1882, Chorkówka) byl polský lékárník a chemik, průkopník zpracování ropy a vynálezce petrolejové lampy.

## Život
Narodil se v malé obci v jihovýchodním Polsku (tehdejší Haliči), v letech 1832–1836 studoval gymnázium v nedalekém Řešově a pak vstoupil do učení jako lékárník v Łańcutu. Roku 1846 byl zatčen jako člen tajné odbojové skupiny, ale v následujícím roce propuštěn. Od roku 1848 pracoval v lékárně ve Lvově, od roku 1850 studoval farmacii na Jagellonské univerzitě v Krakově a pracoval jako laborant v továrně v Dabrowé. Mezi lety 1856–1865 založil tři rafinerie ropy, která se tehdy v okolí těžila. Roku 1857 se oženil a od roku 1858 byl nájemcem lékárny v Jasło. Zemřel jako bohatý muž a mecenáš, člen Haličského sněmu.

## Vynálezce
Už v Dabrowé se poprvé setkal s ropou, která se tehdy těžila ze studní. Rozpoznal možnosti této látky a podle postupu, který vynalezl Kanaďan Abraham Gesner, začal ve Lvově destilovat petrolej. Roku 1853 zkonstruoval po mnoha pokusech funkční petrolejovou lampu, kterou od 30. března 1853 osvětloval lvovskou lékárnu „Pod Złotą Gwiazdą”, v níž pracoval. Téhož roku byl pozván do piaristické nemocnice ve Lvově, aby zajistil osvětlení pro operaci slepého střeva. Jasné a klidné světlo udělalo takový dojem, že nemocnice objednala větší počet petrolejek, které Lukasiewicz s klempířem vyráběli a prodávali. Nemocnice ve Lvově začala pravidelně používat jeho petrolejky 31. července 1853. Nedali si však vynález patentovat a velmi brzy se lampy vyráběly i ve Vídni, v Paříži, v Praze a v USA. Roku 1853 zařídil první veřejné osvětlení v Gorlici a v okolí Krosna pak se společníky dále zdokonalovali také těžbu ropy z hlubších šachet, kde byla kvalitnější. Celá oblast se tak v druhé polovině 19. století rozvinula ve třetí největší oblast těžby na světě.